# Красовка (Красиловский район)
Красовка (укр. Красівка) — село в Красиловском районе Хмельницкой области Украины.
Население по переписи 2001 года составляло 175 человек. Почтовый индекс — 31020. Телефонный код — 3855. Занимает площадь 0,507 км². Код КОАТУУ — 6822781102.

## Местный совет
31020, Хмельницкая обл., Красиловский р-н, с. Великая Медведевка, ул. Центральная